# Comuna Drozdovîci, Starîi Sambir
Drozdovîci (în ucraineană Дроздовичі) este o comună în raionul Starîi Sambir, regiunea Liov, Ucraina, formată din satele Drozdovîci (reședința), Pațkovîci și Viliunîci.

## Demografie
Componența lingvistică a comunei Drozdovîci
     Ucraineană (99,45%)
     Alte limbi (0,41%)
Conform recensământului din 2001, majoritatea populației comunei Drozdovîci era vorbitoare de ucraineană (99,45%), existând în minoritate și vorbitori de alte limbi.